# RQ-5獵手無人機
RQ-5獵手無人機（英語：Hunter)是一款服役於美國陸軍的短程無人航空載具。獵手無人機通過使用阻攔索在跑道上起飛和降落。該無人機配備了萬向節的電光/紅外線（EO/IR）傳感器，並配合在空中另一架的獵手無人機，利用C波段視距數據鏈路實時傳輸其視訊。

## 發展

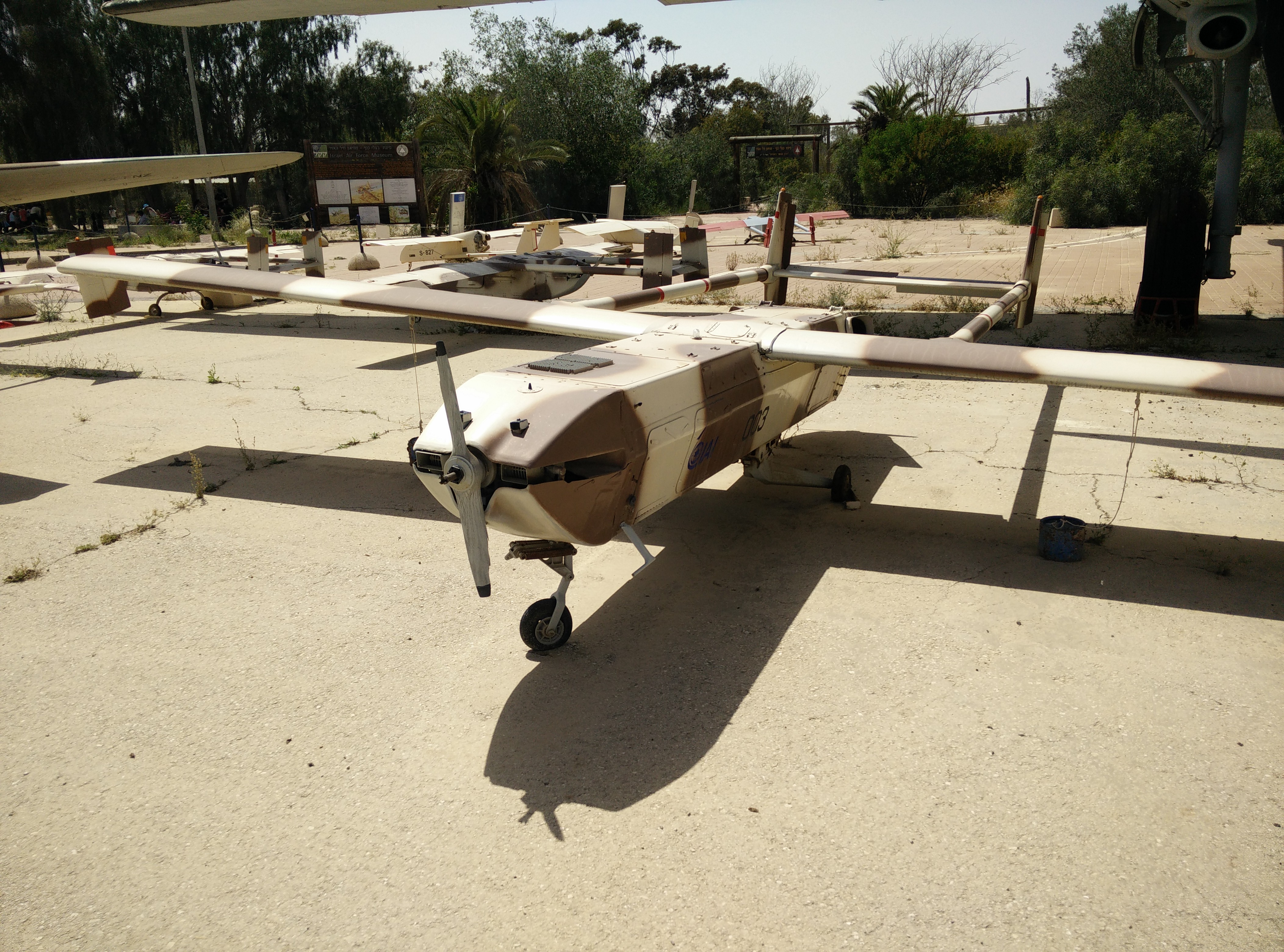
位於以色列空軍博物館的RQ-5

雖然原先計劃於1994年開始生產配套計畫，但由於計劃管理不善憂，該生產計畫於1996年取消。美國軍方共採購七套小批量試生產，每套系統配備八架無人機，其中四套系統仍然在服役：一個用於訓練，三個用於發展作戰原則、演習及應急支援。獵手原計劃由RQ-7暗影無人機取代，但由於獵手的載荷及航程都比暗影還優異，因此陸軍決定繼續同時服役兩款。

### 服役紀錄

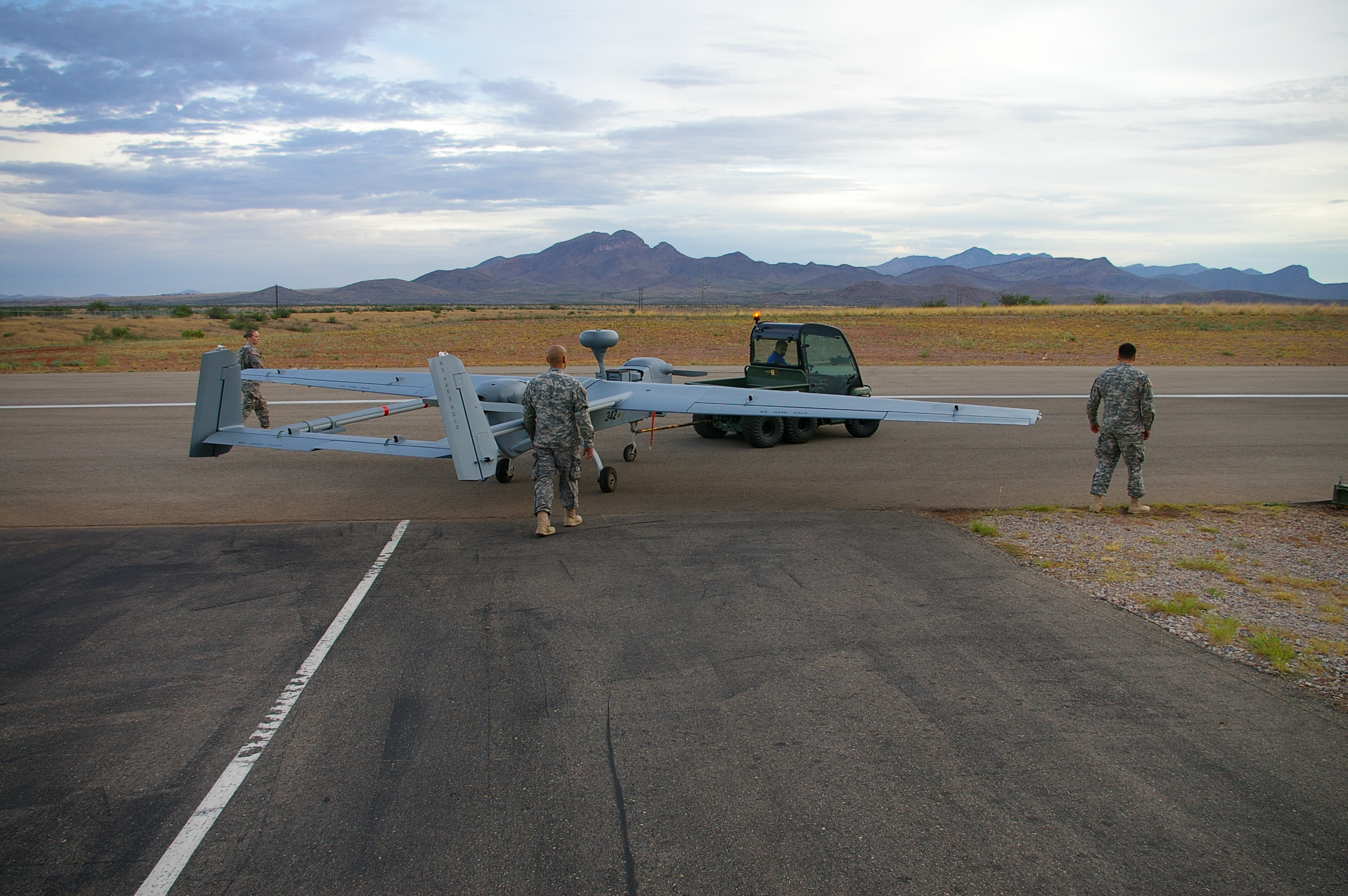

1995年，駐紮於德州胡德堡胡的第15軍事情報營（航空偵察）A連成為陸軍首支配備獵手無人機的部隊。A連多次參與歐文堡國家訓練中心的訓練輪換，隨後於1999年3月部署至北馬其頓，支持北約在科索沃的行動。在此次行動中，一架獵手被南斯拉夫的Mi-8直升機使用7.62毫米機槍擊落。在北約領導的這場為期78天的戰役中。在為期7個月的行動期間，獵手總共飛行超過4,000小時，並有至少7架被擊毀。而後，IAI根據在科索沃的經驗改進了獵手的設計並重啟產線，並隨後被廣泛部署於各大軍事行動之中，並配備了諾斯洛普·格魯曼的毒蛇打擊滑翔炸彈系統，並稱之為MQ-5A/B。
2004年，美國國土安全部、海關和美國海關及邊境保衛局空中與海洋辦公室在一項試驗計劃中使用獵手進行邊境巡邏。獵手在該計畫中共飛行了329小時，並成功偵測到556個目標。
截至2012年10月，美國陸軍仍有20架MQ-5B獵手在服役，並計劃於2013年退役。然而諾斯羅普在2013年1月獲得了獵手的支援合同，將其服役期限延長至2014年。 extending its missions into 2014.

2013年10月7日，美國陸軍在德國維爾塞克陸軍機場設置了一個無人機系統設施。根據美國和德國之間的一項協議，第7陸軍聯合訓練中隊多國訓練司令部獲准使用該國東部的兩條“空中橋梁”來訓練無人機操作員，這也是美國無人機首次超出軍事訓練區域飛行，而該基地兩架未武裝的MQ-5B獵手僅用於訓練操作員。
從1996年到2014年1月，MQ-5B獵手無人航空系統在美國陸軍中累計飛行超過10萬小時。
2015年12月16日，獵手在胡德堡進行最後一次飛行後，結束了其在陸軍的服役歷程。自1995年服役以來，該飛機曾被部署至巴爾幹地區、伊拉克和阿富汗。1999年至2002年間，獵手曾四次部署到巴爾幹地區，累計飛行了6,400小時。獵手也是2003年首次進入伊拉克的陸軍無人機，在應急作戰中首次證明了其作為情報資產的重要性，飛行時間超過了任何其他北約偵察平台。獵手的一項獨特能力是其中繼模式，允許一架無人機控制另一架無人機，以實現更遠的飛行距離或越過地形障礙。2011年新黎明行動結束時，獵手的總飛行時長已超過11萬小時，其在戰場上的成功顯示了無人機系統在作戰中的價值。隨著陸軍逐漸轉向使用MQ-1C灰鷹無人機，獵手轉交給由政府擁有、承包商運營的單位。

### 比利時
1998年，比利時空軍購入了三套B-獵手系統，每套系統包括六架飛機和兩個地面控制站。這些無人機從2004年起在第80無人機中隊服役，至2020年共有13架無人機在役。最後一架獵手於2020年8月28日從比利時空軍退役，並由MQ-9B天空守衛者取代。

## 外部連結
- Hunter RQ-5A / MQ-5B
- E Hunter / Hunter II